# Санни Леоне
Са́нни Лео́не (англ. Sunny Leone), настоящее имя — Каренджи́т Ка́ур Во́хра (англ. Karenjit Kaur Vohra; 13 мая 1981, Сарния (Онтарио), Канада) — бывшая канадско-американская порноактриса, ныне болливудская актриса. Живёт в Мумбаи и США.

## Биография
Родилась в Сарнии в канадской провинции Онтарио в сикхской семье выходцев из Индии. Её отец — уроженец Тибета, вырос в Дели. Мать (скончалась в 2008 году) из города Нахан, округ Сирмур штата Химачал-Прадеш. Санни росла очень активным ребёнком: играла в дворовый хоккей с мальчишками, каталась на коньках на озере по соседству.
Хотя в семье Санни воспитывалась в традициях сикхизма, родители определили её в католическую школу, посчитав публичную школу для неё небезопасной. Здесь в 11 лет она познает первый поцелуй. По словам Леоне, невинности она лишилась в 16 лет с игроком баскетбольной команды уже в другой школе, а в 18 открыла в себе бисексуальность.
Когда ей исполнилось 13 лет, семья переехала в США: сперва в штат Мичиган, городок Форт-Грэтиот, а через год в Лейк-Форест в Калифорнии, воссоединившись с роднёй. В 1999 году окончила школу, поступив на курсы медсестёр в округе Ориндж.
Прежде, чем обратиться к порнобизнесу, работала в немецкой пекарне, в сети автомастерских Jiffy Lube, налоговой и пенсионной службах.
Во время учёбы на медсестру-педиатра однокурсница, подрабатывавшая танцовщицей в ночном клубе, познакомила Санни с агентом Джоном Стивенсом, тот в свою очередь представил её Джею Аллену, фотографу Penthouse. Снимки были опубликованы в мартовском номере журнала за 2001 год, а Санни названа девушкой месяца (Pet of the month). Здесь она впервые использует имя, под которым станет известной. Санни, по её словам, её называли всегда, а Леоне предложил основатель и экс-глава Penthouse Боб Гуччионе. Сразу за этим последовали съёмки для журналов Hustler, Cheri, Mystique Magazine и целого ряда других печатных изданий и интернет-ресурсов, в том числе совместные фотосессии со звёздами индустрии Адрианой Сэйдж, Дженной Джеймсон, Джелиной Дженсен, Арией Джованни.
В 2001 году она появилась в Penthouse и Hustler, в 2003 году была избрана «девушкой года» Penthouse. В том же году Леоне подписала трёхлетний контракт с компанией Vivid Entertainment, занимающейся съёмкой порнофильмов. Леоне поставила условие, что будет сниматься только в лесбийских сценах.
Последние два фильма контракта с Vivid были «It’s Sunny in Brazil», который был снят в Бразилии и «The Sunny Experiment» совместно с Бри Линн. Эти фильмы были выпущены в октябре и декабре 2007 года соответственно. В 2007 году она продлила контракт, согласившись сниматься с мужчиной — своим женихом Мэттом Эриксоном.
В 2004 году Леоне исполнила камео в комедии «Соседка».
В 2011 году Санни приняла участие в индийском телешоу Bigg Boss! где выбыла на 49 день проживания.
Во время участия в Bigg Boss её заметил режиссёр Махеш Бхатт и предложил ей роль в фильме Тёмная сторона желания 2.
В 2013 году Санни впервые выступила в качестве танцовщицы в item-номере в песне «Laila» в фильме Стрельба в Вадале.
В 2014 году вышел фильм ужасов Ragini MMS 2, который имел коммерческий успех и хит «Baby Doll», стал хитом и визитной карточкой для певицы Каники Капур. В том же году она решила дальше попробовать сыграть в региональных фильмах, первым региональным фильмом стал тамилоязычный фильм Vadacurry, где она появилась в музыкальном номере. В том же году она снова появилась в item-номере «Pink Lips» для фильма Hate Story 2, которая песня стала хитом. В том же году она дебютировала в Толливуде в фильме Current Theega в эпизодической роли.
В 2015 году дебютировала в Сандалвуде (то есть каннадоязычном кинематографе), так и предыдущие опыты в региональных киноиндустрии в песне «Sesamma Bagilu Tegiyamma» для фильма DK (film) В том же году вышел триллер Ek Paheli Leela, где она впервые в своей карьере сыграла двойную роль: деревенскую красавицу и супермодель из Милана; несмотря на негативную оценку, фильм имел коммерческий успех.
В начале 2016 года вышел фильм Mastizaade, где она сыграла близняшек; фильм имел статус «среднее». В том же году вышли два фильма: «Beiimaan Love» и «One Night Stand», но оба фильма провалились в прокате и получили негативные отклики от критиков. В 2017 году вышел фильм «Богатей», где она танцевала под песню из другого фильма Qurbani (film) «Laila Main Laila». За неделю до релиза участвовала в рекламной кампании фильма, проехав поездом до Вадодары.
В том же году вышел фильм Tera Intizaar вместе с Арбаазом Ханом, но провалился в прокате; также она появлялась в песне «Piya More» для фильма «Baadshaho».
Также она снялась в номере «Chapa Nishna» для фильма на бенгальском языке «Sera Bangali», который стал дебютом в Толливуде (кинематографе Западной Бенгалии). Также она подписалась на два номера: один в фильме на языке маратхи для фильма Boyz, а второй «Trippy Trippy» для фильма «Bhoomi», который стал возвращением для актёра Санджая Датт, но после релиза самой песни Санджаю не понравилось её танцевальные способности.
По данным на 2014 год, Санни Леоне снялась в 54 порнофильмах и срежиссировала 56 порнолент.

## Личная жизнь
В 2011 году Санни вышла замуж за музыканта группы «The Disparrows» Дениела Вебера.
В июле 2017 году Санни вместе с мужем удочерили полуторагодовалую девочку по имени Ниша (родилась 15 октября 2015 года) из города Латур, и через полгода они стали родителями двух мальчиков-близнецов, которых родила суррогатная мать.

## Премии и номинации
- 2008 XBIZ Award — Web Babe of the Year[63]
- 2010 AVN Award — Best All-Girl Group Sex Scene
- 2010 AVN Award — Web Starlet of the Year[64]
- 2010 PornstarGlobal — 5 Star Award[65]
- 2010 F.A.M.E. Award — Favorite Breasts[66]
- 2012 XBIZ Award — Porn Star Site of the Year (SunnyLeone.com)[67]

## Фильмография

### В качестве актрисы
| Год  |   | Русское название         | Оригинальное название                           | Роль                      |
| ---- | - | ------------------------ | ----------------------------------------------- | ------------------------- |
| 2004 | ф | Соседка                  | The Girl Next Door                              | в роли самой себя         |
| 2010 | ф |                          | The Virginity Hit                               | в роли самой себя (Санни) |
| 2012 | ф | Тёмная сторона желания 2 | Jism 2                                          | Изна                      |
| 2013 | ф |                          | Jackpot                                         | Майя                      |
| 2014 | ф |                          | Ragini MMS 2                                    | в роли самой себя         |
| 2015 | ф |                          | Current Theega (тел.)                           | Санни (камео)             |
| 2015 | ф |                          | Ek Paheli Leela                                 | Лила / Мира               |
| 2015 | ф |                          | Kuch Kuch Locha Hai                             | Шанайя                    |
| 2015 | ф |                          | Singh Is Bliing                                 | пассажирка                |
| 2016 | ф |                          | Mastizaade                                      | Лайла / Лили Леле         |
| 2016 | ф |                          | One Night Stand                                 | Селина / Амбар Капур      |
| 2016 | ф |                          | Beiimaan Love                                   | Сунайна Верма             |
| 2017 | ф |                          | Noor                                            | в роли самой себя         |
| 2017 | ф |                          | Tera Intezaar                                   | Рунак                     |
| 2018 | с |                          | Karenjit Kaur – The Untold Story of Sunny Leone | в роли самой себя         |
| 2019 | ф |                          | Veeramadevi (там.) (тел.)                       | Veeramadevi               |

### В качестве танцовщицы item-номеров
| Год  | Фильм             | Оригинальное название          | Песня                             |
| ---- | ----------------- | ------------------------------ | --------------------------------- |
| 2013 | Стрельба в Вадале | Shootout at Wadala             | Laila                             |
| 2014 |                   | Vadacurry (там.)               | Low Aana Lifeu                    |
| 2014 |                   | Hate Story 2                   | Pink Lips                         |
| 2014 |                   | Balwinder Singh Famous Ho Gaya | Shake That Booty                  |
| 2015 |                   | DK (канн.)                     | Sesamma                           |
| 2015 |                   | Luv U Alia (канн.)             | Kamakshi                          |
| 2016 |                   | Fuddu                          | Tu Zaroorat Nahi Tu Zaroori Hai   |
| 2016 |                   | Dongari ka Raja                | Choli Blockbuster                 |
| 2017 | Богатей           | Raees                          | Laila Main Laila                  |
| 2017 |                   | Baadshaho                      | Piya More                         |
| 2017 |                   | Bhoomi                         | Trippy Trippy                     |
| 2017 |                   | Boyz (мар.)                    | Kuthe Kuthe Jaayacha Honeymoon-la |
| 2017 |                   | Shrestha Bangali (бенг.)       | Chapa Nishna                      |
| 2017 |                   | PSV Garuda Vega (тел.)         | Deo Deo                           |
| 2019 |                   | Mamla Hamla Jhamela (бенг.)    | TBA                               |